# فانيسا كينغ
فانيسا كينغ هي ممثلة كندية، ولدت في 1980 في كوكويتلام في كندا.

## وصلات خارجية
- فانيسا كينغ على موقع IMDb (الإنجليزية)
- فانيسا كينغ على موقع قاعدة بيانات الفيلم (الإنجليزية)